# セイハ英語学院
セイハ英語学院（セイハえいごがくいん）はセイハネットワーク株式会社が福岡市博多区に本社を置き、英会話スクールを事業展開する会社である。1985年の創業以来、「教室から日本に元気を！」を使命として、次代を担う子どもたちに「何を提供できるか」をテーマに教室運営を行っている。。

## 指導スタイル
英語を母国語とする教師が、日本語を母国語とする教師と共同で指導します。セイハのカリキュラムには、トータル フィジカル レスポンス スタイルの指導が含まれている。。

## マスコット
アカデミーのマスコットは、郵便配達員の格好をした擬人化された黄色いクマの「say hello」。